# روز جهانی محیط زیست

روز جهانی محیط زیست (مخفف انگلیسی: WED) پنجم ماه ژوئن هرسال، روزی است که از سوی سازمان ملل برای افزایش آگاهی مردم برای نگهداری محیط زیست و تحریک سیاستمداران به گرفتن تصمیماتی برای رویارویی با تخریب محیط زیست و گونه‌های زیستی‌جانوری، به‌عنوان روز محیط زیست انتخاب شده‌است.
تاریخچه روز جهانی محیط زیست به سال ۱۹۷۲ یعنی 51 سال پیش بر می‌گردد. در آن سال برای اولین بار، سازمان ملل متحد کنفرانسی را با موضوع انسان و محیط زیست در شهر استکهلم سوئد برگزار کرد. همزمان با برپایی این کنفرانس مجمع عمومی سازمان ملل قطعنامه‌ای را تصویب کرد ،که منجر به تشکیل برنامه محیط زیست سازمان ملل متحد (UNEP) شد. هم‌اکنون از سال 1972 تاکنون UNEP در سراسر جهان مراسم ویژه‌ای را به مناسبت این روز برگزار می‌کند. مراسم این روز می‌تواند به اشکال مختلف باشد. مثل راهپیمایی‌های خیابانی، همایش‌های دوچرخه سواری، نمایش، مسابقات نقاشی و مقاله‌نویسی در مدارس، درختکاری، فعالیت‌های مربوط به بازیافت، پاکسازی و…. هدف از برگزاری چنین مراسم‌های جلب توجه عمومی به مسائلی است که محیط زیست را آلوده می‌سازد. هر سال نیز یکی از مسائلی که شدیداً محیط زیست را تهدید می‌کند به عنوان موضوع این روز انتخاب می‌شود.

## اهداف
هدف UNEP از برگزاری چنین مراسمی عبارت است از:
1. بخشیدن چهره‌ای انسانی به مسائل زیست‌محیطی.
2. توانمندسازی مردم برای تبدیل شدن به فعالانی در زمینه توسعه پایدار و متوازن.
3. ارتقا این بینش عمومی که جوامع در تغییر دیدگاه‌ها و در خصوص مسئله محیط زیست نقش محوری و اساسی ایفا می‌نمایند.
4. ترویج مشارکت با هدف اطمینان از برخورداری همهٔ ملت‌ها از آینده‌ای امن‌تر و سعادتمندانه‌تر.

۶۰ راه‌های که می‌توان روز محیط زیست را در سطوح مختلف جشن گرفت عبارتند از:
1. اهدا جایزه برای فعالیت‌های زیست‌محیطی
2. بازیافت مواد به شکل ساخت آثار هنری
3. برپا کردن حراج به نفع یک پروژه زیست‌محیطی
4. برنامه‌های آگاه‌سازی
5. مسابقه‌ها/همایش‌های دوچرخه سواری
6. اعلام عمومی خدمات زیست‌محیطی از طریق رادیو و تلویزیون
7. استفاده چند نفر با هم از ماشین شخصی یک نفر به جای وجود تعداد زیادی ماشین تک سرنشین
8. حمایت از افراد نامدار در زمینه محیط زیست
9. مراسم پاکسازی
10. مسابقات نقاشی، پوستر، مقاله‌نویسی، شعر و…
11. کنفرانسهای زیست‌محیطی
12. بحث‌های گروهی
13. پخش جزوه، بروشور و پوستر
14. برنامه‌های آموزشی زیست‌محیطی در مدارس
15. ایجاد ساختارهای دولتی در ارتباط با مدیریت محیط زیست
16. گردش در محیط‌های طبیعی
17. نمایشگاه‌ها
18. بازارها
19. جشنواره فیلم‌های زیست‌محیطی
20. نماهنگ‌های سبز
21. راهکارهایی برای انجام فعالیت‌های حفظ محیط زیست در جامعه
22. نصب پلاکاردهایی در نقاط اصلی شهر
23. مشارکت بخش‌های مختلف (NGOها، وزارتخانه‌های محیط زیست، گروه‌های جوانان، اشخاص مهم و گروه‌های تجاری)
24. ملحق شدن به یک گروه زیست‌محیطی
25. پاکیزه نگاه داشتن محله
26. به پا کردن یک برنامه عمومی زیست‌محیطی
27. آگاه شدن از حقوق زیست‌محیطی‌تان
28. آغاز سیاست‌های زیست‌محیطی دولت، انتشار کتاب‌ها یا گزارش‌ها
29. مصاحبه‌ها یا برنامه‌های تلویزیونی، مقالات در روزنامه‌ها
30. ایجاد شبکه
31. حفظ دائم پاکیزگی محیط
32. سازماندهی یک برنامه خاص
33. رژه یا اجتماعات مردمی
34. اجرای برنامه‌های تئاتر یا شعر
35. کالاهای تبلیغاتی در ارتباط با موضوع امسال از قبیل تی‌شرت، کلاه، نشان کتاب و …
36. اجرای برنامه‌های عروسکی برای کودکان در ارتباط با پیامهای زیست‌محیطی
37. تستهایی در ارتباط با موضوع امسال برای مدارس، گروه‌های جوانان، کارمندان و …
38. برگزاری مسابقات رالی
39. تصویب کنوانسیونهای زیست‌محیطی بین‌المللی
40. بازیافت
41. بازسازی زیستگاه‌های طبیعی
42. تعمیر وسایل جهت استفاده از آنها
43. استفاده مجدد از وسایل
44. صرفه جویی در مصرف کاغذ
45. برگزاری سمینارها
46. امضای کنوانسیونهای زیست‌محیطی بین‌المللی
47. تفکیک زباله‌ها
48. جذب حمایت‌های مالی از بخش خصوصی برای فعالیت‌های زیست‌محیطی
49. سمپوزیوم
50. درختکاری
51. استفاده از شیوه‌های پایدار حمل و تقل مثل پیاده‌روی، دوچرخه سواری و …
52. اعلام دغدغه‌های زیست‌محیطی خود
53. فعالیت داوطلبانه در سازمانهایی که کار زیست‌محیطی انجام می‌دهند
54. برگزاری کارگاه‌ها
55. نوشتن نمایش نامه، شعر
56. نوشتن نامه به مسئولان شهریتان، نمایندگان مجلس، دولتمردان و روزنامه‌ها
57. نشان دادن علاقه‌های زیست‌محیطی‌تان
58. فعالیت‌های انجام شده به سرپرستی جوانان
59. پیوستن به یک گروه زیست‌محیطی
60. وارد نکردن هیچ ماده آلوده‌کننده ای به فضا

## پیشینه
روز جهانی محیط زیست در سال ۱۹۷۲ توسط سازمان ملل متحد در کنفرانس استکهلم، در مورد محیط زیست بشر تأسیس شد که نتیجهٔ آن بحث در مورد ادغام تعاملات انسانی و محیط بود. دو سال بعد، در سال ۱۹۷۴ نخستین روز جهانی محیط زیست با شعار «تنها یک زمین» برگزار شد. گرچه جشن WED از سال ۱۹۷۴ به بعد هر ساله برگزار می‌شد، اما از سال ۱۹۸۷ ایدهٔ چرخشی بودن مرکز این فعالیت‌ها از طریق انتخاب کشورهای مختلفی برای میزبانی اجرا شد.

## شهرهای میزبان
جشن‌های روز جهانی محیط زیست در شهرهای فهرست شدهٔ زیر برگزار شده و می‌شود:
| سال  | عنوان                                                                | شهر میزبان                        |
| ---- | -------------------------------------------------------------------- | --------------------------------- |
| ۱۹۷۴ | تنها یک زمین during Expo '74                                         | اسپوکن، ایالات متحده آمریکا       |
| ۱۹۷۵ | سکونتگاه بشر                                                         | داکا، بنگلادش                     |
| ۱۹۷۶ | آب: منبع حیات                                                        | اونتاریو، کانادا                  |
| ۱۹۷۷ | نگرانی زیست محیطی لایه ازن؛ از بین رفتن زمین و تخریب خاک است         | سیلهت، بنگلادش                    |
| ۱۹۷۸ | سازندگی بدون تخریب                                                   | سیلهت، بنگلادش                    |
| ۱۹۷۹ | آیندهٔ فرزندانمان؛ توسعه بدون تخریب                                   | سیلهت، بنگلادش                    |
| ۱۹۸۰ | چالشی نو برای دههٔ نو: توسعه بدون تخریب                               | سیلهت، بنگلادش                    |
| ۱۹۸۱ | آب زیر زمینی؛ مواد شیمیایی سمی در زنجیره‌های غذایی انسان              | سیلهت بنگلادش                     |
| ۱۹۸۲ | ده سال پس از استکهلم (تجدید نگرانی‌های زیست محیطی)                    | داکا، بنگلادش                     |
| ۱۹۸۳ | کنترل و دفع مواد زائد خطرناک: باران اسیدی و انرژی:                   | سیلهت، بنگلادش                    |
| ۱۹۸۴ | بیابان‌سازی                                                           | راج‌شاهی، بنگلادش                  |
| ۱۹۸۵ | جوانان: جمعیت و محیط زیست                                            | اسلام‌آباد، پاکستان                |
| ۱۹۸۶ | درختی برای صلح                                                       | اونتاریو، کانادا                  |
| ۱۹۸۷ | محیط و پناهگاه: فراتر از یک سقف                                      | نایروبی، کنیا                     |
| ۱۹۸۸ | وقتی مردم محیط را در اولویت قرار می‌دهند، توسعه پایدار خواهد بود      | بانکوک، تایلند                    |
| ۱۹۸۹ | گرمایش جهانی; گرمایش جهانی                                           | بروکسل، بلژیک                     |
| ۱۹۹۰ | کودکان و محیط زیست                                                   | مکزیکوسیتی، مکزیکو                |
| ۱۹۹۱ | تغییر اقلیم (مفهوم کلی) نیاز به همکاری جهانی                         | استکهلم، سوئد                     |
| ۱۹۹۲ | تنها یک زمین، برای اشتراک و نگهداری                                  | ریو دو ژانیرو، برزیل              |
| ۱۹۹۳ | فقر و محیط زیست– شکستن دور باطل                                      | پکن، جمهوری خلق چین               |
| ۱۹۹۴ | یک سرزمین یک خانواده                                                 | لندن، انگلستان                    |
| ۱۹۹۵ | ما مردمان: برای یک محیط زیست جهانی متحدیم                            | پرتوریا، آفریقای جنوبی            |
| ۱۹۹۶ | زمین ما، زیستگاه ما، خانهٔ ما                                         | استامبول، ترکیه                   |
| ۱۹۹۷ | به خاطر زندگی روی زمین                                               | سئول، جمهوری کره                  |
| ۱۹۹۸ | برای زندگی روی زمین – دریاهایمان را نجات دهید                        | مسکو، فدراسیون روسیه              |
| ۱۹۹۹ | زمین ما – آیندهٔ ما – فقط حفظش کنید!                                  | توکیو، ژاپن                       |
| ۲۰۰۰ | هزارهٔ محیط زیست – وقت اقدام است                                      | آدلاید، استرالیا                  |
| ۲۰۰۱ | به شبکهٔ جهانی «زندگی» بپیوندیم                                       | تورینو، ایتالیا و هاوانا، کوبا    |
| ۲۰۰۲ | به زمین فرصتی دهید                                                   | شنژن، جمهوری خلق چین              |
| ۲۰۰۳ | آب! – دو میلیارد نفر برایش می‌میرند                                   | بیروت، لبنان                      |
| ۲۰۰۴ | تحت تعقیب! دریاها و اقیانوس‌ها – زنده یا مرده؟                        | بارسلونا، اسپانیا                 |
| ۲۰۰۵ | شهرهای سبز – طرحی برای سیاره!                                        | سانفرانسیسکو، ایالات متحده آمریکا |
| ۲۰۰۶ | بیابان و بیابان‌زایی – خشکی‌ها را کویر نکنید!                          | الجزیره، الجزایر                  |
| ۲۰۰۷ | ذوب شدن یخ؟ – موضوع داغی است!                                        | لندن، انگلستان                    |
| ۲۰۰۸ | ترک عادت کنیم – به‌سوی اقتصاد کربن پایین                              | ولینگتون، نیو زیلند               |
| ۲۰۰۹ | برای مبارزه با تغییرات آب و هوایی - سیاره شما به شمای متحد نیاز دارد | مکزیکو سیتی، مکزیک                |
| ۲۰۱۰ | گونه‌های فراوان. یک سیاره. یک آینده                                   | رنگ‌پور، بنگلادش                   |
| ۲۰۱۱ | جنگل‌ها: طبیعت در خدمت ما                                             | دهلی، هند                         |
| ۲۰۱۲ | اقتصاد سبز: شما را هم شامل می‌شود؟                                    | برازیلیا، برزیل                   |
| ۲۰۱۳ | بیندیش. بخور. نگهداری کن. از ردپای خود بکاه                          | اولان‌باتور، مغولستان              |
| ۲۰۱۴ | صدایت را بالا ببر، نه سطح آب دریاها را                               | بریج‌تاون، باربادوس                |
| ۲۰۱۵ | هفت میلیارد رؤیا. یک سیاره. با دقت به مصرف برسان.                    | رم، ایتالیا                       |
| ۲۰۱۶ | سیاست تحمل صفر برای تجارت غیرقانونی حیات وحش                         | لواندا، آنگولا                    |
| ۲۰۱۷ | اتصال مردم به طبیعت - در شهر و زمین، از قطب‌ها تا خط استوا            | اوتاوا، کانادا                    |
| ۲۰۱۸ | بر آلودگی پلاستیک چیره شوید                                          | دهلی نو، هند                      |
| ۲۰۱۹ | بر آلودگی هوا چیره شوید                                              | چین                               |
| ۲۰۲۰ | زمان برای طبیعت                                                      | کلمبیا                            |
| ۲۰۲۱ | ترمیم اکولوژی (اکوسیستم)                                             | پاکستان                           |
| ۲۰۲۲ | فقط یک زمین                                                          | سوئد                              |